# Réserve indienne des Pieds-Noirs

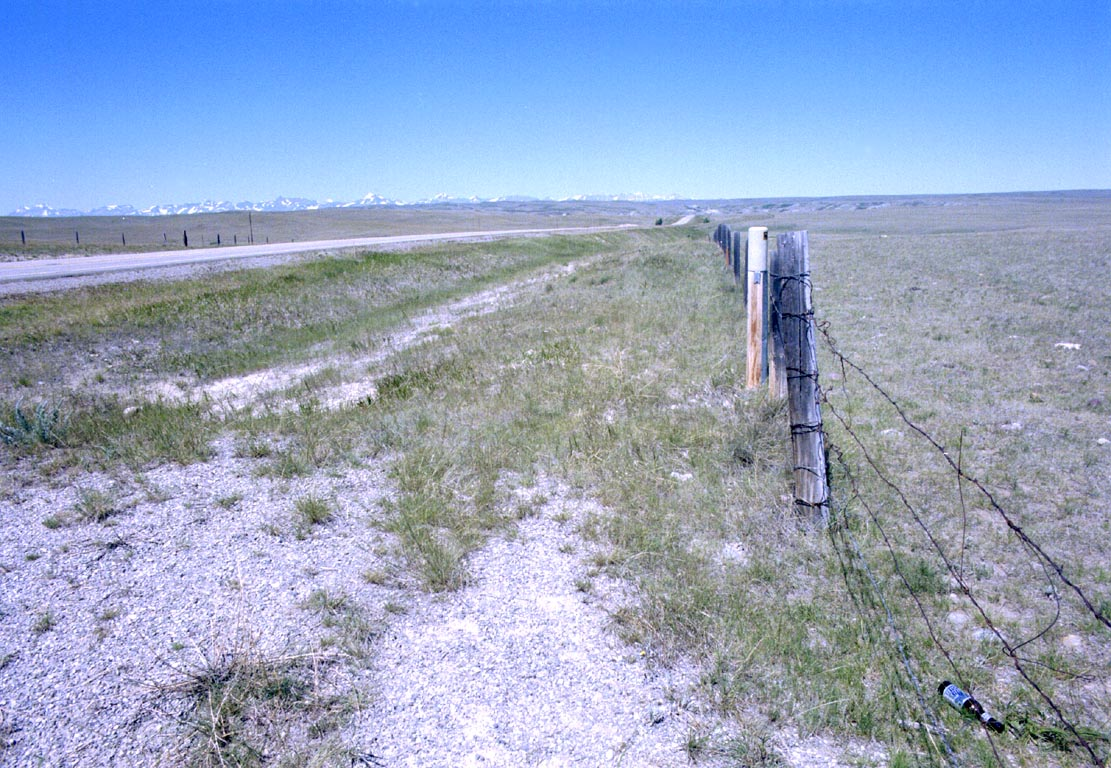
Réserve indienne des Pieds-Noirs dans l'État du Montana, à l'été 1997. Vue du côté de la route US 2 vers le nord-ouest, juste avant la ville de Browning (montagnes Rocheuses avec de la neige sur la gauche à l'ouest).

La réserve indienne des Pieds-Noirs (Blackfeet Indian Reservation en anglais) est une réserve amérindienne créée pour la tribu des Pikunis (aussi appelées Blackfeet et Peigans) située dans le Nord du Montana aux États-Unis. La nation des Pikunis se divisent en deux : les Pikunis du Nord et les Pikunis du Sud. Ce sont ces derniers qui habitent majoritairement la réserve du Montana. Ensemble, les Pikunis forment la plus grande nation de la Confédération des Pieds-Noirs et la réserve du Montana est la plus grande en superficie de toutes les réserves pieds-noirs.
La réserve se situe à l'est du parc national de Glacier à la frontière du Canada. Sa superficie est d’environ 6 154 km2, plus grande par exemple que l'État américain du Delaware. Elle s'étend sur les comtés de Glacier et de Pondera. La population s'élève à 10 994 habitants selon l'American Community Survey.

## Histoire
Une grande partie du nord du Montana fut laissée aux amérindiens lors de la signature du traité de Fort Laramie en 1851. Certaines de ces terres furent néanmoins réclamées en 1874 par les États-Unis. Le traité de Sweetgrass Hills en 1887 découpa le territoire en plusieurs réserves séparées dont les limites sont toujours celles existantes aujourd'hui. En 1893, le chemin de fer Great Northern Railway qui traverse la réserve fut complété et la tribu vendit une partie des terres situées plus à l’ouest. Ces terres font aujourd'hui partie du parc national de Glacier.
La tribu des Pieds-Noirs étaient des Indiens des Plaines qui se nourrissaient de la chasse de bisons jusqu'à ce que ces derniers quasiment disparurent à cause de la chasse effectuée par les nouveaux colons. Cela créa une famine chez les indiens et plus de six cents d'entre eux disparurent lors d'un hiver. Le gouvernement américain tenta de créer des fermes pour que les indiens puissent élever du bétail dans le but également de les sédentariser. Ce projet n'eut jamais les résultats escomptés et les indiens ne se sont jamais lancés dans l'agriculture suffisamment pour répondre à leurs propres besoins.

## Géographie

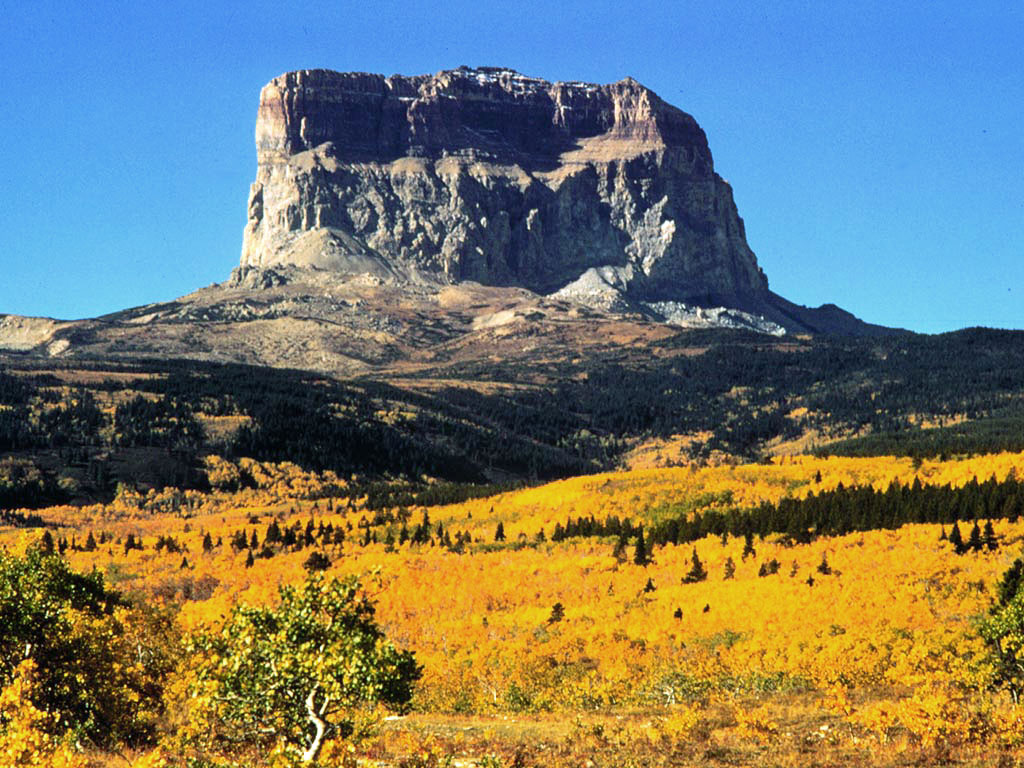
Chief Mountain est une montagne isolée à la limite occidentale de la réserve, qui est considérée comme un lieu sacré par les Pikunis.

L'altitude dans la réserve varie de 1 000 m à 2 763 m au niveau de Chief Mountain. L'autre montagne principale est la Ninaki Mountain. La partie orientale de la réserve est composée de collines et de grandes prairies alors que l'ouest est plutôt composé de forêts de pins et de sapins.
Plusieurs cours d'eau arrosent la région comme les rivières St. Mary, Two Medicine, Milk, Birch Creek et Cut Bank Creek. Il y a environ 282 km de cours d’eau et 8 grands lacs.

## Démographie
| Groupe            | Pieds-Noirs | Montana | États-Unis |
| ----------------- | ----------- | ------- | ---------- |
| Amérindiens       | 86,0        | 2,3     | 0,9        |
| Blancs            | 11,7        | 93,3    | 72,4       |
| Métis             | 2,0         | 2,5     | 2,9        |
| Autres            | 0,3         | 1,9     | 23,8       |
| Total             | 100         | 100     | 100        |
|                   |             |         |            |
| Latino-Américains | 1,7         | 2,9     | 16,7       |

## Localités
La plus grande localité est Browning. Elle est le siège du gouvernement tribal. Les autres localités importantes sont St. Mary et East Glacier Park Village.
Autres localités :
- Heart Butte
- North Browning
- South Browning
- Starr School

## Gouvernement
La réserve dispose d'un gouvernement local qui gère la santé, l'éducation, l'aide à l'emploi, la collecte des déchets et la fourniture en eau de ses habitants. La police indienne fut remplacée en 2003 par le Bureau des affaires indiennes à cause de différents problèmes dans la police locale.

## Économie
Le nombre de sans emploi est très élevé (69 %) dans la réserve.  Parmi les personnes ayant un travail, 26 % étaient toutefois sous le seuil de pauvreté
Les revenus les plus importants proviennent de l'extraction du pétrole et du gaz naturel. Les sociétés présentes doivent reverser une contribution à la réserve. En 1982, on dénombrait ainsi 643 puits de pétrole et 47 puits de gaz. L'industrie est également orientée vers le tourisme.